# Муич, Мухамед
Мухамед Муич (босн. Muhamed Mujić; 25 апреля 1933, Мостар, Королевство Югославия — 20 февраля 2016, Мостар, Босния и Герцеговина) — югославский боснийский футболист и футбольный тренер, серебряный призёр летних Олимпийских игр в Мельбурне (1956).

## Спортивная карьера
Начал играть в марте 1948 г. в составе молодёжной команды «Вележ» (Мостар). С 1952 г., когда «Вележ» стал клубом высшей лиги, он провёл 212 матчей. В сезоне 1955/56. стал лучшим бомбардиром (провёл 21 гол).
Провёл один успешный сезон во французском «Бордо» (1962/63), затем — за загребское «Динамо» (1964/65), а затем снова уехал за границу и играл за бельгийский клуб «Беринген» (1966). Затем он вернулся в Мостар и закончил свою карьеру в «Вележе» (1968), где он позже работал в качестве тренера и технического директора.
За молодёжную сборную Югославии провёл семь матчей, забив 12 голов (1953—1956). За национальную сборную он дебютировал 29 апреля 1956 г. в игре против Венгрии (2: 2) в Будапеште. Серебряный призёр чемпионата Европы по футболу во Франции (1960).
Последний матч за сборную провёл на чемпионате мира в Чили 31 мая 1962 против сборной СССР (0: 2), когда в стартовом матче финальной стадии чемпионата мира нанёс тяжелейшую травму игроку советской сборной Эдуарду Дубинскому. По ходу матча Муджич не понёс никакого наказания, даже не был предупреждён, однако после его завершения за необоснованную жестокость был отстранён от дальнейших игр руководством национальной сборной Югославии.
Был одним из самых популярных герцеговинских игроков. На летних Олимпийских играх в Мельбурне (1956) в составе сборной Югославии завоевал серебряную медаль, на чемпионате мира по футболу в Чили (1962) занял четвёртое место. Единственный игрок сборной Югославии, который играл на всех позициях.